# Coupe des confédérations 2001
Navigation
Mexique 1999 France 2003
La Coupe des confédérations 2001 (2001년 FIFA 컨페더레이션스컵 en coréen et FIFAコンフェデレーションズカップ2001 en japonais) est la cinquième édition de la Coupe des confédérations. Elle s'est tenue au Japon et en Corée du Sud, du 30 mai au 10 juin 2001.
La France remporte le trophée pour sa première participation et imite ainsi la performance du Brésil en enchaînant le gain de la Coupe du monde, du championnat continental et de la Coupe des confédérations.

## Résumé
Malgré une équipe remaniée, la sélection française tient son rang de favorite de la compétition. Outre un accroc face à l'Australie lors du second match, les Bleus survolent la compétition. Parmi les déceptions du tournoi, on trouve le Brésil, avec un bilan d'une seule victoire durant le tournoi et une quatrième place qui coûte sa place au sélectionneur Leão. Le tenant du titre mexicain achève la compétition avec trois défaites tandis que le Cameroun est tout près de connaître le même sort, ne sauvant l'honneur que lors de la dernière rencontre de poule, face au Canada.
Les deux sélections locales réussissent leur examen de passage, tant au niveau de l'organisation de la compétition que sur le plan sportif. La Corée du Sud, après un faux départ face aux Bleus, rectifie le tir en dominant le Mexique puis l'Australie. Généreuse et volontaire, la sélection du Pays du Matin calme offre un visage plaisant par son engagement offensif mais son premier revers lui coûte sa place au second tour. Le Japon franchit brillamment l'écueil du premier tour. Premiers de leur groupe puis vainqueurs des Socceroos en demi-finale, les Japonais n'encaissent leur seul but de la compétition qu'en finale.
De manière surprenante, le ballon officiel de la compétition, est le même modèle que celui de la coupe du monde 1998 (la "Tricolore") alors qu'Adidas avait sorti sa nouvelle "Terrestra" depuis 1999 pour l'Euro 2000.

## Acteurs

### Équipes participantes
- Japon (nation hôte et vainqueur de la Coupe d'Asie des nations 2000)
- Corée du Sud (nation hôte)
- France (vainqueur de l'Euro 2000 et vainqueur de la Coupe du monde de la FIFA 1998)
- Australie (vainqueur de la Coupe d'Océanie 2000)
- Brésil (vainqueur de la Copa América 1999)
- Cameroun (vainqueur de la Coupe d'Afrique des nations 2000)
- Canada (vainqueur de la Gold Cup 2000)
- Mexique (tenant du titre)

### Arbitres
| Afrique - Gamal Al-Ghandour - Felix Tangawarima Asie - Ali Bujsaim - Jun Lu Europe - Hugh Dallas - Hellmut Krug - Kim Milton Nielsen | Amérique du Nord et Amérique Centrale - Benito Archundia - Carlos Batres Océanie - Simon Micallef Amérique du Sud - Byron Moreno - Óscar Ruiz |

## Stades

### Japon
| Stade    | Ville                          | Capacité |
| Yokohama | Yokohama International Stadium | 70 000   |
| Niigata  | Niigata Stadium                | 42 300   |
| Ibaraki  | Kashima Stadium                | 42 000   |

### Corée du Sud
| Stade | Ville                   | Capacité |
| Daegu | Daegu World Cup Stadium | 68 014   |
| Suwon | Suwon World Cup Stadium | 43 188   |
| Ulsan | Munsu Cup Stadium       | 43 550   |

## La compétition

### Groupe A
|   | Équipe       | Pts | J | G | N | P | BP | BC | Diff |
| - | ------------ | --- | - | - | - | - | -- | -- | ---- |
| 1 | France       | 6   | 3 | 2 | 0 | 1 | 9  | 1  | +8   |
| 2 | Australie    | 6   | 3 | 2 | 0 | 1 | 3  | 1  | +2   |
| 3 | Corée du Sud | 6   | 3 | 2 | 0 | 1 | 3  | 6  | -3   |
| 4 | Mexique      | 0   | 3 | 0 | 0 | 3 | 1  | 8  | -7   |

| 30 mai 2001   | France       | 5 | 0 | Corée du Sud |
|               | Australie    | 2 | 0 | Mexique      |
| 1er juin 2001 | Australie    | 1 | 0 | France       |
|               | Corée du Sud | 2 | 1 | Mexique      |
| 3 juin 2001   | Corée du Sud | 1 | 0 | Australie    |
|               | France       | 4 | 0 | Mexique      |

1re journée
| 30 mai 2001 17:00         | France                                                            | 5 - 0   | Corée du Sud | Daegu World Cup Stadium, Daegu                     |                                                    |
| Historique des rencontres | Marlet 9e · Vieira 19e · Anelka 34e · Djorkaeff 80e · Wiltord 90e | (3 - 0) |              | Spectateurs : 61 500 Arbitrage : Gamal Al-Ghandour | Spectateurs : 61 500 Arbitrage : Gamal Al-Ghandour |
| Historique des rencontres | (Rapport)                                                         |         |              | Spectateurs : 61 500 Arbitrage : Gamal Al-Ghandour | Spectateurs : 61 500 Arbitrage : Gamal Al-Ghandour |

| 30 mai 2001 19:30         | Mexique   | 0 - 2   | Australie              | Suwon World Cup Stadium, Suwon                    |                                                   |
| Historique des rencontres |           | (0 - 1) | 18e Murphy · 54e Skoko | Spectateurs : 6 232 Arbitrage : Felix Tangawarima | Spectateurs : 6 232 Arbitrage : Felix Tangawarima |
| Historique des rencontres | (Rapport) |         |                        | Spectateurs : 6 232 Arbitrage : Felix Tangawarima | Spectateurs : 6 232 Arbitrage : Felix Tangawarima |

2e journée
| 1er juin 2001 17:00       | Australie | 1 - 0   | France | Daegu World Cup Stadium, Daegu                 |                                                |
| Historique des rencontres | Zane 60e  | (0 - 0) |        | Spectateurs : 44 400 Arbitrage : Carlos Batres | Spectateurs : 44 400 Arbitrage : Carlos Batres |
| Historique des rencontres | (Rapport) |         |        | Spectateurs : 44 400 Arbitrage : Carlos Batres | Spectateurs : 44 400 Arbitrage : Carlos Batres |

| 1er juin 2001 19:30       | Corée du Sud                    | 2 - 1   | Mexique  | Munsu Cup Stadium, Ulsan                     |                                              |
| Historique des rencontres | Hwang S.-H. 56e · Yoo S.-C. 90e | (0 - 0) | 80e Ruíz | Spectateurs : 41 550 Arbitrage : Hugh Dallas | Spectateurs : 41 550 Arbitrage : Hugh Dallas |
| Historique des rencontres | (Rapport)                       |         |          | Spectateurs : 41 550 Arbitrage : Hugh Dallas | Spectateurs : 41 550 Arbitrage : Hugh Dallas |

3e journée
| 3 juin 2001 19:30         | France                                     | 4 - 0   | Mexique | Munsu Cup Stadium, Ulsan                     |                                              |
| Historique des rencontres | Wiltord 8e · Carrière 62e, 83e · Pirès 71e | (1 - 0) |         | Spectateurs : 28 864 Arbitrage : Ali Bujsaim | Spectateurs : 28 864 Arbitrage : Ali Bujsaim |
| Historique des rencontres | (Rapport)                                  |         |         | Spectateurs : 28 864 Arbitrage : Ali Bujsaim | Spectateurs : 28 864 Arbitrage : Ali Bujsaim |

| 3 juin 2001 19:30         | Corée du Sud    | 1 - 0   | Australie | Suwon World Cup Stadium, Suwon              |                                             |
| Historique des rencontres | Hwang S.-H. 25e | (1 - 0) |           | Spectateurs : 42 754 Arbitrage : Óscar Ruiz | Spectateurs : 42 754 Arbitrage : Óscar Ruiz |
| Historique des rencontres | (Rapport)       |         |           | Spectateurs : 42 754 Arbitrage : Óscar Ruiz | Spectateurs : 42 754 Arbitrage : Óscar Ruiz |

### Groupe B
|   | Équipe   | Pts | J | G | N | P | BP | BC | Diff |
| - | -------- | --- | - | - | - | - | -- | -- | ---- |
| 1 | Japon    | 7   | 3 | 2 | 1 | 0 | 5  | 0  | +5   |
| 2 | Brésil   | 5   | 3 | 1 | 2 | 0 | 2  | 0  | +2   |
| 3 | Cameroun | 3   | 3 | 1 | 0 | 2 | 2  | 4  | -2   |
| 4 | Canada   | 1   | 3 | 0 | 1 | 2 | 0  | 5  | -5   |

| 31 mai 2001 | Brésil   | 2 | 0 | Cameroun |
|             | Japon    | 3 | 0 | Canada   |
| 2 juin 2001 | Canada   | 0 | 0 | Brésil   |
|             | Japon    | 2 | 0 | Cameroun |
| 4 juin 2001 | Cameroun | 2 | 0 | Canada   |
|             | Brésil   | 0 | 0 | Japon    |

1re journée
| 31 mai 2001 17:00         | Brésil                             | 2 - 0   | Cameroun | Kashima Stadium, Ibaraki                      |                                               |
| Historique des rencontres | Washington 53e · Carlos Miguel 57e | (0 - 0) |          | Spectateurs : 10 519 Arbitrage : Hellmut Krug | Spectateurs : 10 519 Arbitrage : Hellmut Krug |
| Historique des rencontres | (Rapport)                          |         |          | Spectateurs : 10 519 Arbitrage : Hellmut Krug | Spectateurs : 10 519 Arbitrage : Hellmut Krug |

| 31 mai 2001 19:30         | Japon                                   | 3 - 0   | Canada | Niigata Stadium, Niigata                        |                                                 |
| Historique des rencontres | Ono 57e · Nishizawa 60e · Morishima 88e | (0 - 0) |        | Spectateurs : 39 006 Arbitrage : Simon Micallef | Spectateurs : 39 006 Arbitrage : Simon Micallef |
| Historique des rencontres | (Rapport)                               |         |        | Spectateurs : 39 006 Arbitrage : Simon Micallef | Spectateurs : 39 006 Arbitrage : Simon Micallef |

2e journée
| 2 juin 2001 17:00         | Canada    | 0 - 0   | Brésil | Kashima Stadium, Ibaraki                |                                         |
| Historique des rencontres |           | (0 - 0) |        | Spectateurs : 12 095 Arbitrage : Jun Lu | Spectateurs : 12 095 Arbitrage : Jun Lu |
| Historique des rencontres | (Rapport) |         |        | Spectateurs : 12 095 Arbitrage : Jun Lu | Spectateurs : 12 095 Arbitrage : Jun Lu |

| 2 juin 2001 19:30         | Cameroun  | 0 - 2   | Japon         | Niigata Stadium, Niigata                          |                                                   |
| Historique des rencontres |           | (0 - 1) | 8e 65e Suzuki | Spectateurs : 39 430 Arbitrage : Benito Archundia | Spectateurs : 39 430 Arbitrage : Benito Archundia |
| Historique des rencontres | (Rapport) |         |               | Spectateurs : 39 430 Arbitrage : Benito Archundia | Spectateurs : 39 430 Arbitrage : Benito Archundia |

3e journée
| 4 juin 2001 19:30         | Brésil    | 0 - 0   | Japon | Kashima Stadium, Ibaraki                            |                                                     |
| Historique des rencontres |           | (0 - 0) |       | Spectateurs : 37 740 Arbitrage : Kim Milton Nielsen | Spectateurs : 37 740 Arbitrage : Kim Milton Nielsen |
| Historique des rencontres | (Rapport) |         |       | Spectateurs : 37 740 Arbitrage : Kim Milton Nielsen | Spectateurs : 37 740 Arbitrage : Kim Milton Nielsen |

| 4 juin 2001 19:30         | Cameroun                  | 2 - 0   | Canada | Niigata Stadium, Niigata                      |                                               |
| Historique des rencontres | Tchoutang 48e · Mboma 83e | (0 - 0) |        | Spectateurs : 15 822 Arbitrage : Byron Moreno | Spectateurs : 15 822 Arbitrage : Byron Moreno |
| Historique des rencontres | (Rapport)                 |         |        | Spectateurs : 15 822 Arbitrage : Byron Moreno | Spectateurs : 15 822 Arbitrage : Byron Moreno |

### Tableau final
|  | Demi-finales           | Demi-finales           |                        |   | Finale                  | Finale                  |
|  | Demi-finales           | Demi-finales           |                        |   | Finale                  | Finale                  |
|  |                        |                        |                        |   |                         |                         |
|  | 7 juin 2001 / Yokohama | 7 juin 2001 / Yokohama |                        |   | 10 juin 2001 / Yokohama | 10 juin 2001 / Yokohama |
|  | 7 juin 2001 / Yokohama | 7 juin 2001 / Yokohama |                        |   | 10 juin 2001 / Yokohama | 10 juin 2001 / Yokohama |
|  | Japon                  | 1                      |                        |   | 10 juin 2001 / Yokohama | 10 juin 2001 / Yokohama |
|  | Japon                  | 1                      |                        |   | 10 juin 2001 / Yokohama | 10 juin 2001 / Yokohama |
|  | Australie              | 0                      |                        |   | 10 juin 2001 / Yokohama | 10 juin 2001 / Yokohama |
|  | Australie              | 0                      | Japon                  | 0 |                         |                         |
|  | 7 juin 2001 / Suwon    |                        | Japon                  | 0 |                         |                         |
|  |                        | France                 | 1                      |   |                         |                         |
|  | France                 | France                 | 1                      | 2 |                         |                         |
|  | France                 |                        |                        | 2 |                         |                         |
|  | Brésil                 | 1                      |                        |   |                         |                         |
|  | Brésil                 | 1                      | Match pour la 3e place |   |                         |                         |
|  |                        |                        |                        |   |                         |                         |
|  | 9 juin 2001 / Ulsan    |                        |                        |   |                         |                         |
|  |                        |                        |                        |   |                         |                         |
|  | Australie              | 1                      |                        |   |                         |                         |
|  | Australie              | 1                      |                        |   |                         |                         |
|  | Brésil                 | 0                      |                        |   |                         |                         |
|  | Brésil                 | 0                      |                        |   |                         |                         |

Note : afin de permettre à l'équipe du pays de jouer à domicile une demi-finale éventuelle (s'il n'affrontait pas l'autre co-organisateur), un changement de lieu (inversion) était prévu pour les demi-finales dans les trois cas de figure suivants :
- le Japon et la Corée du Sud qualifiés en finissant tous deux deuxièmes de leur groupe
- le Japon qualifié en terminant deuxième de son groupe avec élimination de la Corée du Sud dans l'autre groupe
- la Corée du Sud qualifiée en terminant deuxième de son groupe avec élimination du Japon dans l'autre groupe

Aucun de ces cas de figure ne s'est finalement produit.

### Demi-finales
| 7 juin 2001                       | Japon | 1 - 0   | Australie | Yokohama International Stadium, Yokohama          |                                                   |
| 17:00 · Historique des rencontres | Nakata 43e | (1 - 0) | | Spectateurs : 48 699 Arbitrage : Benito Archundia | Spectateurs : 48 699 Arbitrage : Benito Archundia |
| 17:00 · Historique des rencontres | (Rapport) |         | | Spectateurs : 48 699 Arbitrage : Benito Archundia | Spectateurs : 48 699 Arbitrage : Benito Archundia |
| 17:00 · Historique des rencontres | Kawaguchi - Matsuda, Morioka ( 22e Uemura), K.Nakata - Nishizawa ( 80e Morishima), Inamoto, H.Nakata Toda, Hato - Ono ( 55e Hattori), Suzuki 56e | Équipes | Schwarzer - Muscat, Moore 87e, 88e, Okon, T.Vidmar 66e - Popovic 42e, Lazaridis, Zdrilic ( 71e Thompson) - Bresciano ( 60e Sterjovski), Corica, Chipperfield 14e ( 60e Aloisi) | Spectateurs : 48 699 Arbitrage : Benito Archundia | Spectateurs : 48 699 Arbitrage : Benito Archundia |

| 7 juin 2001                       | France | 2 - 1   | Brésil | Suwon World Cup Stadium, Suwon                     |                                                    |
| 20:00 · Historique des rencontres | Pirès 7e · Desailly 54e | (1 - 1) | 30e Ramon | Spectateurs : 34 527 Arbitrage : Gamal Al-Ghandour | Spectateurs : 34 527 Arbitrage : Gamal Al-Ghandour |
| 20:00 · Historique des rencontres | (Rapport) |         | | Spectateurs : 34 527 Arbitrage : Gamal Al-Ghandour | Spectateurs : 34 527 Arbitrage : Gamal Al-Ghandour |
| 20:00 · Historique des rencontres | Ramé - Sagnol 41e, Desailly, Lebœuf, Lizarazu - Vieira, Karembeu 29e, Djorkaeff 61e ( 61e Carrière 89e), Pirès - Anelka, Wiltord ( 86e Robert) | Équipes | Dida - Lucio, Léomar 76e, Leandro ( 56e Vampeta), Leo 20e - Rochemback, Edmílson, Zé Maria, Washington - Ramon, Carlos Miguel ( 69e Robert) | Spectateurs : 34 527 Arbitrage : Gamal Al-Ghandour | Spectateurs : 34 527 Arbitrage : Gamal Al-Ghandour |

### 3eplace
| 9 juin 2001                       | Australie | 1 - 0   | Brésil | Munsu Cup Stadium, Ulsan                      |                                               |
| 19:00 · Historique des rencontres | Murphy 84e | (0 - 0) | | Spectateurs : 28 520 Arbitrage : Hellmut Krug | Spectateurs : 28 520 Arbitrage : Hellmut Krug |
| 19:00 · Historique des rencontres | (Rapport) |         | | Spectateurs : 28 520 Arbitrage : Hellmut Krug | Spectateurs : 28 520 Arbitrage : Hellmut Krug |
| 19:00 · Historique des rencontres | Schwarzer - T.Vidmar, Popovic, Skoko ( 71e Bresciano), Lazaridis - Zdrilic, Horvat, Corica ( 61e Sterjovski), Zane - Murphy, Chipperfield | Équipes | Dida - Zé Maria, Edmílson, Caçapa, Leo - Magno Alves, Ramon, Carlos Miguel ( 66e Julio Baptista), Rochemback ( 91e Leandro) - Vampeta, Washington | Spectateurs : 28 520 Arbitrage : Hellmut Krug | Spectateurs : 28 520 Arbitrage : Hellmut Krug |

### Finale
| Titulaires : |  |
| |  |
| Yoshikatsu Kawaguchi · Naoki Matsuda 36e · Ryuzo Morioka · Yasuhiro Hato · Koji Nakata · Hiroaki Morishima 89e · Teruyoshi Ito · Kazuyuki Toda · Shinji Ono 60e · Junichi Inamoto 45e · Akinori Nishizawa 74e · |  |
| Remplaçants : |  |
| Atsuhiro Miura 45e · Tatsuhiko Kubo 60e · Masashi Nakayama 74e · |  |
| Entraîneur : |  |
| Philippe Troussier |  |

| Titulaires : |  |
| |  |
| Ulrich Ramé · Christian Karembeu · Frank Lebœuf · Marcel Desailly · Bixente Lizarazu 52e · Patrick Vieira · Youri Djorkaeff 65e · Robert Pirès · Nicolas Anelka · Sylvain Wiltord · Steve Marlet 58e · |  |
| Remplaçants : |  |
| Laurent Robert 58e · Éric Carrière 65e · |  |
| Entraîneur : |  |
| Roger Lemerre |  |

| Titulaires : |  |
| |  |
| Yoshikatsu Kawaguchi · Naoki Matsuda 36e · Ryuzo Morioka · Yasuhiro Hato · Koji Nakata · Hiroaki Morishima 89e · Teruyoshi Ito · Kazuyuki Toda · Shinji Ono 60e · Junichi Inamoto 45e · Akinori Nishizawa 74e · |  |
| Remplaçants : |  |
| Atsuhiro Miura 45e · Tatsuhiko Kubo 60e · Masashi Nakayama 74e · |  |
| Entraîneur : |  |
| Philippe Troussier |  |

| Titulaires : |  |
| |  |
| Ulrich Ramé · Christian Karembeu · Frank Lebœuf · Marcel Desailly · Bixente Lizarazu 52e · Patrick Vieira · Youri Djorkaeff 65e · Robert Pirès · Nicolas Anelka · Sylvain Wiltord · Steve Marlet 58e · |  |
| Remplaçants : |  |
| Laurent Robert 58e · Éric Carrière 65e · |  |
| Entraîneur : |  |
| Roger Lemerre |  |

## Récompenses

### Équipe du tournoi
Cinq joueurs français figurent dans l'équipe-type du tournoi élue par les membres de la FIFA venus en observateurs dont Gérard Houllier.
| Gardien              | Défenseurs                                         | Milieux                                            | Attaquants                   |
| -------------------- | -------------------------------------------------- | -------------------------------------------------- | ---------------------------- |
| Yoshikatsu Kawaguchi | Bixente Lizarazu Marcel Desailly Edmilson Zé Maria | Robert Pirès Patrick Vieira Hidetoshi Nakata Ramon | Samuel Eto'o Sylvain Wiltord |
| Remplaçants          |                                                    |                                                    |                              |
| Mark Schwarzer       | Naoki Matsuda                                      | Paul Okon Jim Brennan Salomon Olembe               | Hwang Sun-hong Seol Ki-Hyeon |

### Récompenses individuelles
Robert Pirès reçoit le titre de meilleur joueur du tournoi devant Patrick Vieira et Hidetoshi Nakata. En compagnie d'Éric Carrière, Pirès remporte aussi le « Soulier d'or » (buts marqués et passes décisives combinés) devant le Coréen Hwang Sun-hong. Enfin, le Japon remporte le prix du fair-play.
| Soulier d'or de la FIFA    | Ballon d'or de la FIFA | Prix du Fair-play de la FIFA |
| -------------------------- | ---------------------- | ---------------------------- |
| Robert Pirès Éric Carrière | Robert Pirès           | Japon                        |

### Buteurs
Deux buts
- Shaun Murphy
- Hwang Sun-hong
- Éric Carrière
- Robert Pirès
- Patrick Vieira
- Sylvain Wiltord
- Takayuki Suzuki

Un but
- Josip Skoko
- Clayton Zane
- Carlos Miguel
- Ramon
- Washington
- Patrick Mboma
- Bernard Tchoutang
- Yoo Sang-chul
- Nicolas Anelka
- Marcel Desailly
- Youri Djorkaeff
- Steve Marlet
- Hiroaki Morishima
- Hidetoshi Nakata
- Akinori Nishizawa
- Shinji Ono
- Víctor Ruiz